# Hi! Hi! Hi!
Hi! Hi! Hi! est une chanson écrite et produite par Michael Cretu et Amand Volker pour le deuxième album de Sandra Mirrors (1986). Elle sort en automne 1986. Bien qu'elle n'ait pas été classée au Royaume-Uni, la chanson devient un succès, atteignant le top 20 dans d'autres pays européens et la 4ème place en Afrique du Sud.
La face B, intitulée "You'll Be Mine", figure également sur son deuxième album studio. Elle est écrite par Michael Cretu, Hubert Kemmler, et produite par Michael Cretu et Armand Volker.
Le vidéoclip est réalisé par DoRo et produit par BAVARIA Atelier.

## Formats et listes des pistes
Single 7"

1. "Hi! Hi! Hi!" – 3:31
2. "You'll Be Mine" – 4:33

Single 12"

1. "Hi! Hi! Hi!" (étendu) – 6:12
2. "You'll Be Mine" – 4:33
3. "Hi! Hi! Hi!" – 3:31

## Classement
| Classement (1986) | Meilleur position |
| ----------------- | ----------------- |
| Autriche          | 12                |
| Pays-Bas          | 47                |
| France            | 13                |
| Allemagne         | 7                 |
| Italie            | 8                 |
| Afrique du Sud.   | 4                 |
| Suisse            | 20                |